# Carlos Daniel
Carlos Daniel de Bessa Ferreira Alves (Paredes, 14 de janeiro de 1970) é um jornalista da RTP. Apresenta o Jornal da Tarde, da RTP1.
Licenciou-se em Sociologia (1994) pela Faculdade de Letras da Universidade do Porto (FLUP).
Começou a sua carreira no jornalismo em 1989, na Antena 1. Em 1991, passa para a RTP, onde se tornou pivô de vários espaços informativos. Entre 1993 e 1997 também colaborou com a TSF Rádio Notícias, onde fez relatos de futebol.
Em 2000 transferiu-se para a SIC, onde esteve até 2001, apresentado o Jornal da Noite ao fim de semana. Nesse mesmo ano regressou à RTP, tendo sido Subdiretor de Informação da televisão pública portuguesa. entre 2001 e 2006. Foi também Diretor-adjunto da RTPN entre 2008 e 2010.
Atualmente apresenta o Jornal da Tarde da RTP1 e, como alverquense assumido, comenta futebol no programa Grande Área, do mesmo canal. Anteriormente apresentou o Trio d'Ataque, assim como Debate da Nação e À Noite, As Notícias, um formato noticioso de horário nobre da RTPN.  Moderou também Ordem do Dia e Termómetro Político, na sucedânea da RTPN, a RTP Informação. Desde outubro de 2020 que modera o formato de debate semanal É ou Não É? - O Grande Debate, que pode ser considerado uma espécie de sucedâneo do extinto Prós e Contras. É ou Não É? - O Grande Debate é emitido em direto na RTP1, em horário de horário nobre, e em diferido na RTP3.
Em 2019, Carlos Daniel foi alvo de controvérsia por colaborar no Canal 11, um canal pago da Federação Portuguesa de Futebol, (FPF), continuando como funcionário da RTP, com licença sem vencimento (licença essa que foi alvo de um pedido de esclarecimentos por parte da Comissão de Trabalhadores da RTP). No entanto, devido à extinção do memorando entre a RTP e a FPF, Carlos Daniel acabou por se desvincular do projeto do Canal 11 e voltou a trabalhar na RTP.